# Парадайз (Юта)
Парадайз (англ. Paradise) — місто (англ. town) в США, в окрузі Кеш штату Юта. Населення — 971 особа (2020).

## Географія
Парадайз розташований за координатами 41°34′4″ пн. ш. 111°49′59″ зх. д. / 41.56778° пн. ш. 111.83306° зх. д. (41.567857, -111.833113).  За даними Бюро перепису населення США в 2010 році місто мало площу 3,34 км², уся площа — суходіл. В 2017 році площа становила 3,60 км², уся площа — суходіл.

## Демографія
Згідно з переписом 2010 року, у місті мешкали 904 особи в 268 домогосподарствах у складі 230 родин. Густота населення становила 270 осіб/км².  Було 278 помешкань (83/км²).
Расовий склад населення:
| - 97,7 % — білих - 0,3 % — вихідців з тихоокеанських островів - 0,2 % — чорних або афроамериканців - 0,1 % — азіатів |

До двох чи більше рас належало 1,2 %. Частка іспаномовних становила 2,4 % від усіх жителів.
За віковим діапазоном населення розподілялося таким чином: 36,5 % — особи молодші 18 років, 52,7 % — особи у віці 18—64 років, 10,8 % — особи у віці 65 років та старші. Медіана віку мешканця становила 33,3 року. На 100 осіб жіночої статі у місті припадало 104,1 чоловіків;  на 100 жінок у віці від 18 років та старших — 92,6 чоловіків також старших 18 років.
Середній дохід на одне домашнє господарство  становив 71 846 доларів США (медіана — 64 931), а середній дохід на одну сім'ю — 75 725 доларів (медіана — 70 125). Медіана доходів становила 50 444 долари для чоловіків та 35 833 долари для жінок. За межею бідності перебувало 6,5 % осіб, у тому числі 7,5 % дітей у віці до 18 років та 9,7 % осіб у віці 65 років та старших.
Цивільне працевлаштоване населення становило 492 особи. Основні галузі зайнятості: освіта, охорона здоров'я та соціальна допомога — 24,4 %, виробництво — 19,5 %, будівництво — 14,0 %.